# IC 5069
IC 5069 ist eine Balken-Spiralgalaxie vom Hubble-Typ SBcd im Sternbild Pfau am Südsternhimmel. Sie ist schätzungsweise 121 Millionen Lichtjahre von der Milchstraße entfernt und hat einen Durchmesser von etwa 35.000 Lichtjahren.
Im selben Himmelsareal befindet sich u. a. die Galaxie IC 5071.
Das Objekt wurde am 26. September 1900 vom US-amerikanischen Astronomen DeLisle Stewart entdeckt.